# Catagramma sigillata
Catagramma sigillata är en fjärilsart som beskrevs av Kotzsch 1939. Catagramma sigillata ingår i släktet Catagramma och familjen praktfjärilar. Inga underarter finns listade i Catalogue of Life.